# Circle in the Round
Circle in the Round ist ein Jazz-Album von Miles Davis, das (fast ausschließlich) bis dahin unveröffentlichte Aufnahmen in verschiedenen Besetzungen aus der Zeit von 1955 bis 1970 enthält. Es erschien 1979 bei Columbia Records, nachdem über vier Jahre kein Album von Miles Davis veröffentlicht worden war.

## Das Album
Davis war mit der Zusammenstellung zufrieden, da es „ein ganzes Bündel guter Songs“ enthielt.
Das Album beginnt mit Two Bass Hit, das bei der ersten Columbia-Session (’Round About Midnight) entstand. Love for Sale in Sextettbesetzung von 1958 erschien erstmals 1975 auf der Kompilation Black Giants. Blues No. 2 von 1961, eine Reunion mit Drummer Philly Joe Jones, wurde bei der „Someday My Prince Will Come“-Session eingespielt, aber nicht für das Album verwendet. Das Titelstück des Albums Circle in the Round war die erste Studioaufnahme von Davis mit einem elektrischen Instrument, der E-Gitarre von Joe Beck. In den folgenden Jahren setzt Davis immer häufiger elektrische Instrumente ein. Insbesondere durch Herbie Hancock und Chick Corea am E-Piano, Joe Zawinul am Keyboard und John McLaughlin an der E-Gitarre vollzieht er den Wandel hin zur Fusion-Musik.
Das Titelstück Circle in the Round ist außerdem die erste Studioaufnahme, mit der Davis die klassische Formation seines Jazz-Quintetts verlässt. Mit Glockenspiel, Celesta und einer „Gimbri-artigen“ E-Gitarre schafft er einen neuen Sound. Das Stück besteht aus 35 Segmenten, die Davis mit der Band aufnahm; Teo Macero montierte diese Teile zusammen. Diese Aufnahmen sind das Bindeglied hin zu den Alben In a Silent Way (1969) und Bitches Brew, mit denen Davis seine stilistische Veränderung in den Fusionjazz fortsetzte.
Davis selbst meinte zu dieser Phase in seiner Autobiografie:
„Sobald wir wieder in New York waren [Davis spricht auf die Europatournee 1967 an], ging ich mit Gil Evans – der ein paar Sachen arrangierte – und der Band ins Studio. Diesmal holte ich einen jungen Gitarristen namens Joe Beck hinzu. Ich bewegte mich langsam in Richtung Gitarrensound und hörte viel James Brown, weil es mir gefiel, wie er die Gitarre einsetzte. Ich mochte den Blues schon immer, hörte jetzt Muddy Waters und B. B. King und wollte diese Stimmung in meine Musik einbauen.“
Teo’s Bag und Side Car I & II entstanden Anfang 1968 während der Aufnahmen zu Miles in the Sky; in Side Car II wurde das Miles-Davis-Quintett um den Gitarristen George Benson ergänzt, der erst im Lauf der Session ankam. Splash gehört ins Umfeld der In a Silent Way-Sessions. Sanctuary war die erste Version des Wayne-Shorter-Titels, dessen zweite Einspielung auf Bitches Brew erschien. Auch die Interpretation der David-Crosby-Komposition Guinnevere gehört ins Umfeld der Bitches Brew-Sessions, klinge aber weit weg.
George Schullers Circle Wide nahm 2003 auf dem Album Round ’Bout Now eine Neuinterpretation von Circle in the Round auf.

## Titel des Albums
- Miles Davis: Circle in the Round (Columbia KC2 36278)

| Nr. | Titel               | Seite | Komponist                   | Jahr              | Laufzeit | Besetzung |
| --- | ------------------- | ----- | --------------------------- | ----------------- | -------- | --- |
| 1   | Two Bass Hit        | A     | John Lewis, Dizzy Gillespie | 27. Oktober 1955  | 3:42     | - Trompete: Miles Davis - Tenorsaxophon: John Coltrane - Klavier: Red Garland - Kontrabass: Paul Chambers - Schlagzeug: Philly Joe Jones |
| 2   | Love for Sale       | A     | Cole Porter                 | 26. Mai 1958      | 11:49    | - Trompete: Miles Davis - Tenorsaxophon: John Coltrane - Altsaxophon: Cannonball Adderley - Klavier: Bill Evans - Bass: Paul Chambers - Schlagzeug: Jimmy Cobb |
| 3   | Blues No. 2         | A     | Miles Davis                 | 21. März 1961     | 6:47     | - Trompete: Miles Davis - Tenorsaxophon: Hank Mobley - Klavier: Wynton Kelly - Bass: Paul Chambers - Schlagzeug: Philly Joe Jones |
| 4   | Circle in the Round | B     | Miles Davis                 | 4. Dezember 1967  | 26:15    | - Trompete, Glockenspiel, Glocken: Miles Davis - Tenorsaxophon: Wayne Shorter - Celesta: Herbie Hancock - Bass: Ron Carter - E-Gitarre: Joe Beck - Schlagzeug: Tony Williams |
| 5   | Teo's Bag           | C     | Miles Davis                 | 16. Januar 1968   | 5:55     | - Trompete: Miles Davis - Tenorsaxophon: Wayne Shorter - Klavier: Herbie Hancock - Bass: Ron Carter - Schlagzeug: Tony Williams |
| 6   | Side Car I          | C     | Miles Davis                 | 13. Februar 1968  | 4:58     | - Trompete: Miles Davis - Tenorsaxophon: Wayne Shorter - Klavier: Herbie Hancock - Bass: Ron Carter - Schlagzeug: Tony Williams |
| 7   | Side Car II         | C     | Miles Davis                 | 13. Februar 1968  | 3:34     | - Trompete: Miles Davis - Tenorsaxophon: Wayne Shorter - Klavier: Herbie Hancock - Bass: Ron Carter - E-Gitarre: George Benson - Schlagzeug: Tony Williams |
| 8   | Splash              | C     | Miles Davis                 | 12. November 1968 | 8:30     | - Trompete: Miles Davis - Tenorsaxophon: Wayne Shorter - E-Piano: Chick Corea, Herbie Hancock - Bass: Dave Holland - Schlagzeug: Tony Williams |
| 9   | Sanctuary           | D     | Wayne Shorter               | 15. Februar 1968  | 8:48     | - Trompete: Miles Davis - Tenor-Saxophon: Wayne Shorter - Klavier: Herbie Hancock - Bass: Ron Carter - E-Gitarre: George Benson - Schlagzeug: Tony Williams |
| 10  | Guinnevere          | D     | David Crosby                | 27. Januar 1970   | 18:06    | - Trompete: Miles Davis - Tenorsaxophon, Sopransaxophon: Wayne Shorter - Bassklarinette: Bennie Maupin - Keyboard: Chick Corea, Joe Zawinul - Kontrabass: Dave Holland - E-Bass: Harvey Brooks - Schlagzeug: Billy Cobham, Jack DeJohnette - Perkussion: Airto Moreira - Sitar: Khalil Balakrishna |

## Editorische Anmerkung
Das Album Circle in the Round erschien zunächst 1979 als Doppel-LP (Columbia – KC2 36278). In Europa wurde die Doppel-LP unter dem Label CBS vertrieben (CBS 88471). Die japanische Ausgabe (Columbia 36AP 1409~10) enthielt statt Love for Sale eine Version von ’Round Midnight. Auf Amiga erschien eine Miles Davis betitelte Ausgabe als Einzel-LP, die Circle in the Round, Sanctuary und Guinnevere enthielt. 1991 folgte die CD-Ausgabe (Columbia – C2K 46862 bzw. in Japan SRCS 9308~9 im Jahr 1997) auf zwei CDs.

## Rezeption
Allmusic verlieh dem Album vier (von fünf) Sternen; Lindsay Planer hob in seiner Besprechung hervor, dass Circle in the Round die „‚echten Farben des Jazzchamäleons Miles Davis‘ aus einer Phase von fünfzehn Jahren aufzeige. Egal ob es ein glücklicher Zufall oder geplante Koordination war, die diese Plattenseiten entstehen ließ, finden Davis-Enthusiasten zweifelsohne viel Vergnügen an seinen [...] Metamorphosen.“ Zu den Höhepunkten zählt Planer Cole Porters Love for Sale, „eine unglaubliche Einspielung, die intensive Solos von Miles und Adderley“ enthalte, aber auch geschmackvolle Piano-Einlagen von Bill Evans, in einer Art und Weise der Interaktion, die mit seinem Namen verbunden ist. Das Titelstück sei heavily Eastern-influenced freebop work. Hervorhebenswert bei den Fusion-Sessions von 1968/70 seien „das vorzügliche Wechselspiel“ zwischen George Benson und Herbie Hancock in Side Car und das Material aus den Bitches Brew-Sessions; die Version von David Crosbys Guinnevere sei atemberaubend. Obwohl das Album anscheinend „ein Mischmasch in der Zusammenstellung“ sei, biete Circle in the Round dennoch „eine brillante Untersuchung über die Tiefe der stilistischen Bandbreite“ von Miles Davis.
Die Kritiker Richard Cook und Brian Morton verliehen dem Album im Penguin Guide to Jazz lediglich drei (von vier) Sternen; es sei eine interessante Kompilation aus einer Periode von über 15 Jahre. Das lange Titelstück sei „der Versuch eines hypnotisierenden Stimmungsstücks, das für einige Zeit funktioniere,“ aber sich vom Zentrum weg verliere. Höhepunkt sei stattdessen das wunderbare Love for Sale von den vitalen 1958-Sessions.